# Günter Stahl
Günter Stahl (* 1922 in Wetzlar; † August 2006 in Bremen) war ein Bremer Senatsdirektor und Stellvertreter verschiedener Bremer Senatoren.

## Biografie
Stahl hat nach dem Zweiten Weltkrieg ein Lehramtsstudium absolviert. Er war dann Lehrer an der Odenwaldschule in Heppenheim (Bergstraße) in Hessen. Danach war er in der Jugendarbeit tätig und wurde stellvertretender Leiter des hessischen Landesjugendamtes beim Regierungspräsidenten in Darmstadt.

Er heiratete die Pädagogin, spätere Hochschullehrerin und Rektorin Emilie Stahl (1921–2003); beide waren kinderlos.

1956 wurde er Leiter des Jugendamtes in Bremen.
Stahl (SPD) war 24 Jahre lang als Senatsdirektor Vertreter der Senatoren
- Annemarie Mevissen (SPD) von 1961 bis 1975 beim Senator für  Wohlfahrt bzw. Soziales, Jugend und Sport,
- Karl-Heinz Jantzen (SPD), Henning Scherf (SPD) und Moritz Thape (SPD) von 1975 bis 1985 beim Senator für Finanzen.

Mit dem Rücktritt der Bürgermeister Hans Koschnick und Thape ließ sich auch Stahl 1985 pensionieren.
Er war nach 1985 in zahlreichen weiteren Gremien in Bremen, in mehreren Ausschüssen des Deutschen Städtetages, als Mitglied des Bundesjugendkuratoriums und als stellvertretender Vorsitzender des Kuratoriums des Alfred-Wegener-Instituts für Polar- und Meeresforschung (AWI) in Bremerhaven tätig.